# ぴことちこ
『ぴことちこ』は、2007年4月19日にソフト・オン・デマンドから発売された成人向けOVA。シリーズぴこの2作目にあたり、正式には『シリーズぴこ2 ぴことちこ』と言う。
同日に様々な特典をセットにした『ぴことちこのご堪能BOX』も1500個限定で発売された。これは本作『ぴことちこ』に加え、1作目の『ぼくのぴこ』、ぴことちこのフィギュア、さらに「ぴことちこの「いぢりCD」」をセットにした商品である。

## ストーリー
※登場人物についてはシリーズぴこを参照。
林の中を流れる小川のせせらぎを全裸で戯れる幼い少年。その姿にタモツから見た自分を重ねたサイクリング中のぴこは彼に笑いかける。2人はすぐに打ち解け、くだんの少年ちこはぴこを自分の別荘へと案内する。
かくして夏休みのしばらく間、ぴこはちこの別荘で厄介になるが、そのような中、別荘の屋根裏にあるちこの秘密基地へと案内される。ちこは毎日、ここで床にあいた隙間から、お手伝いさんであるお姉さんの自慰を覗いていたのだった。
ぴこはその意味を示唆しつつ、ちこと禁じられた遊びをはじめることとなる。

## スタッフ
- 主要スタッフ
  - 原作 - ナチュラルハイ
  - 製作総指揮 - とっちん
  - 監督 - 谷田部勝義
  - 脚本 - 高山カツヒコ
  - 演出 - 米太
  - キャラクター原案 - 彩画堂
  - キャラクターデザイン・作画監督 - よし天
  - 美術 - 腹八男
  - 色彩設定 - 水無月生
  - 撮影監督 - 鈴木敏
  - 編集 - MIYA
  - 音楽 - 忍
  - 音楽ディレクター - Dr.T、忍
  - サウンドデザイン - Dr.T
  - 音響監督 - 金子政路
  - 音響制作 - シュガーボーイ
  - ジャケットデザイン - 佐藤寛将
  - 究極! 超ギリギリモザイクデジエモンMAX - 坂倉知浩
  - A&R - 三代目葵マリー
  - 制作プロデューサー - 青木健
  - プロデューサー - GOLDENBOYこと金子政路
  - アニメーション制作 - シュガーボーイ、ブルーキャッツ
  - 制作 - シュガーボーイ
  - 製作・受審・発売 - ナチュラルハイ
  - 販売元 - ソフト・オン・デマンド
- 「特典」スタッフ
  - 特典映像「すごいこと教えてあ★げ★る」脚本 - 大森ごはん
  - 特典映像サウンドデザイン - かばやつよし
  - 副音声1「オナニーお手伝いチャンネル」脚本 - 大森ごはん
  - 副音声2・3「恥かしい言葉チャンネル」脚本 - 金子政路
  - 副音声2・3アフレコレコーディング - ジョンうらちゃん

## 主題歌
「夏休み」
作詞 - 金子政路 / 作曲・編曲 - 忍 / 歌 - ぴことちこ

## 受賞歴
- ソフト・オン・デマンド2007年3月期予約第1位（『ぴことちこのご堪能BOX（初回限定）』）
- ソフト・オン・デマンド2007年4月23日分売上第1位・第4位（『ぴことちこのご堪能BOX（初回限定）』、『ぴことちこ』）
- ソフト・オン・デマンド2007年4月第4週売上第1位
- 楽天ぐるぐる王国初回限定ランキング2007年2月上半期初登場5位（『ぴことちこのご堪能BOX（初回限定）』）
- 楽天ぐるぐる王国アニメ総合ランキング2007年3月上半期瞬間順位第1位（『ぴことちこのご堪能BOX（初回限定）』）
- amazon.co.jpアダルトアニメランキング瞬間順位第2位（『ぴことちこ』）
- DMMアニメランキング瞬間順位第1位・第2位（『ぴことちこのご堪能BOX（初回限定）』、『ぴことちこ』）